# Cyrtodactylus jarujini
Cyrtodactylus jarujini là một loài thằn lằn trong họ Gekkonidae. Loài này được Ulber miêu tả khoa học đầu tiên năm 1993.